# NGC 2734
NGC 2734 este o galaxie eliptică situată în constelația Racul. A fost descoperită în 28 martie 1864 de către Albert Marth.